# 松皮餅

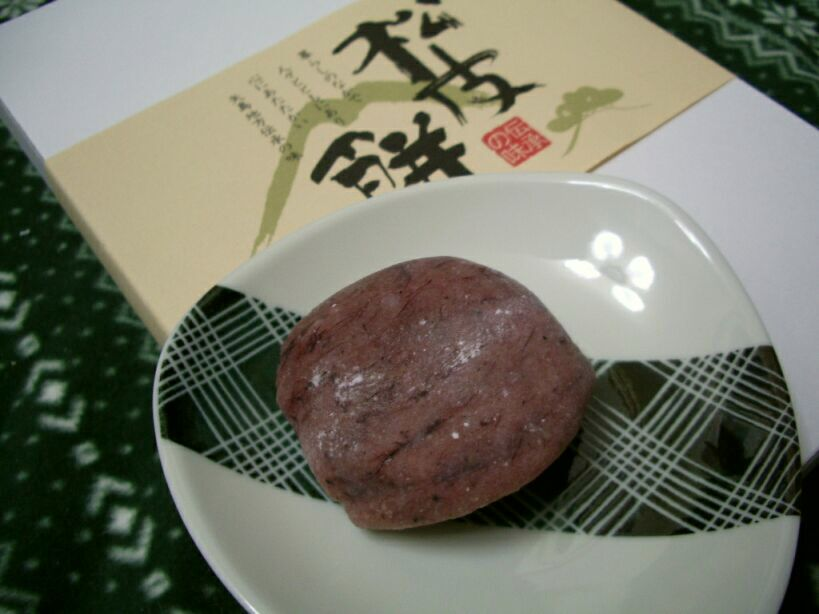
松皮餅

松皮餅（まつかわもち）は、秋田県由利本荘市鳥海、矢島地域のみに伝えられている餅菓子である。

## 概要
赤松の皮を利用した餅は、日本では鳥海矢島地域にのみ伝えられている。天明の大飢饉の際の救荒食として作られたという説や、矢島藩主の生駒氏が改易前の四国で兵糧攻めの際に作り出したという説が存在する。
マツの木は長寿を、緑色はめでたさを表すため、お祝いの供物として作られ、雛祭りには三色の菱餅（白餅、蓬餅、松皮餅）として作られる。
松皮餅に使う松皮は、赤松から剥ぎ取られた柔らかい内皮を用いる。これを一晩水につけ込み、重曹か灰汁を入れて6 - 7時間ほど煮た後、水分をよく絞って金槌や木槌で叩く。これをさらに細かく切ってさらに水分を絞ったものをつきあげた餅に混ぜることで、独特の赤茶色が生じる。